# 上海灘十三太保
《上海灘十三太保》是一部由张彻编剧执导的港台动作片，狄龙、陈观泰、江明和程天赐主演，讲述了一个“保镖与刺客”的故事，1984年4月30日上映。

## 剧情
中国抗日时期，政府阁员高先生不满汪精卫政府卖国行径，找来神偷黑帽子将中日密约窃走，计划将其在香港公开。上海富商沈刚夫受人所托，命烟嘴冯金榜、眼镜、富商陶大业、学生关伟、浪子叶不凡、少爷梁少雄、教头等一众太保（会武艺的江湖人士）保护高先生离沪赴港。汪政府的内务部长官洪述则收买一些太保一路追踪暗杀高先生。在历经重重血腥较量后，高先生终于在教头的带领下坐上离沪的船只。
劇中關於十三太保成員的口訣是「十三太保，一夫当道，教头快刀，浪子富翁，学生少爷，熊虎鹰豹，眼镜烟嘴，长枪难逃」，該口訣其實指涉了十五個人：一夫、教头、快刀、浪子、富翁、学生、少爷、熊、虎、鹰、大豹、小豹、眼镜、烟嘴、长枪。電影尾聲只有兩人倖存。

## 角色
| 演員         | 角色        | 介紹                                         |
| 江明         | 高先生      | 任汪政府部长，偷走密约、被十三太保保护的对象 |
| 王羽         | 神偷黑帽子  |                                              |
| 陈观泰       | 沈刚夫      | 十三太保之一，上海爱国富商                   |
| 狄龙         | 教头        | 十三太保之一                                 |
| 程天赐       | 快刀项方    | 十三太保之一                                 |
| 李修贤       | 长枪小杨    | 十三太保之一                                 |
| 江生         | 烟嘴冯金榜  | 十三太保之一                                 |
| 梁家仁       | 富商陶大业  | 十三太保之一，沈刚夫好友                     |
| 姜大卫       | 浪子叶不凡  | 十三太保之一，沈刚夫好友，赌场老板           |
| 刘德华       | 學生关伟    | 十三太保之一                                 |
| 朱海玲       | 陶小妹      | 陶大业妹妹，关伟情人                         |
| 王钟         | 眼镜-吳裁縫 | 十三太保之一                                 |
| 王青         | 熊-熊力     | 十三太保之一                                 |
| 鹿峰         | 虎-羅虎     | 十三太保之一                                 |
| 陳星         | 黑鷹-胡大力 | 十三太保之一                                 |
| 戚冠軍       | 大豹-袁海   | 十三太保之一                                 |
| 尤少嵐       | 小豹-袁江   | 十三太保之一                                 |
| 李中一       | 少爷        | 十三太保之一                                 |
| 常楓         | 洪述武      | 汪偽政府內務部次長                           |
| 張泰倫       | 魏嘯天      | 汪偽政府行動處處長                           |
| 張繼龍       | 阿龍        | 吳記裁縫店夥計                               |
| 楊平安(葉飛) | 孫祥        | 沈剛夫手下                                   |
| 葉照旭       | 連生        | 葉不凡手下                                   |

## 轶事
据台湾女星喻可欣的回忆录所写，1983年秋天刘德华到台湾拍摄本片期间，结识了她并与之相恋。

## 相关电影
- 1970年张彻电影《十三太保》，唐朝末年背景
- 2009年陈德森电影《十月围城》，清朝末年背景